# Warren McCabe
Warren Lee McCabe (1899 - 24 de agosto de 1982) é o principal autor de um dos livros mais importantes sobre operações unitárias da engenharia química.
Em 1925, W. McCabe e Ernest Thiele, dois estudantes de graduação do Instituto de Tecnologia de Massachusetts (MIT), propuseram um simples, porém eficiente, método para a análise da destilação de misturas binárias, conhecido como Método de McCabe-Thiele.
Warren foi vice-presidente e diretor de pesquisa da companhia Flintkote e recebeu seu Ph.D. da Universidade de Michigan.
Em 1963, Warren deixou o Instituto Politécnico do Brooklyn passando a ser professor de Engenharia Química na Universidade do Estado da Carolina do Norte. Em 1971, embora ativo nas atividades do departamento, se aposenta e é tornado professor emérito no final deste ano.
Em 1973, recebe os prêmios Warren K. Lewis e Fouders da AIChE. Em 1977, é eleito membro da Academia Nacional de Engenharia, devido às suas contribuições para o entendimento e projeto dos processos de separação química. No mesmo ano, ele e sua esposa se mudam para uma casa nas Black Mountains, na Carolina do Norte. Um almoço em homenagem a Warren foi realizado no restaurante Chapell Hill, contando com a presença do Dr. Bill Koros.
Em 24 de agosto de 1982, Warren McCabe morre em sua casa nas Black Moutains, somente 17 dias antes de completar 83 anos.